# SYMPHONY ORCHESTRA "cELEBRATION"
『SYMPHONY ORCHESTRA "cELEBRATION"』（シンフォニー・オーケストラ "セレブレーション"）は、槇原敬之の2作目のライブ・アルバムと8作目の映像作品。
2004年11月17日、東芝EMIから同時発売。

## 概要
2004年、初開催されたオーケストラ・コンサート「MAKIHARA NORIYUKI SYMPHONY ORCHESTRA CONCERT "cELEBRATION"」、6月29日（大阪・大阪城ホール）、7月2日・3日（東京・日本武道館）の最終日・日本武道館での模様を収録。
CD・DVDとも2枚組仕様で、1部をディスク1、2部からアンコールまでをディスク2に収録。
双方ともMCまでノーカット収録。
CDは豪華ブックレット仕様になっており、コンサートのメイキング映像からバックステージまでの秘蔵映像を特別収録したCD-EXTRA仕様。
DVDは、ディスク1・2ともに特典映像が収録されており、コンサートの企画からリハーサル、終演までの映像がドキュメンタリーとして視聴できる。
初回プレスのみ、CD・DVDとも購入すると、W購入特典として1000名にプレゼントが当たる応募券が封入。

## CD収録曲

### Disc.1
本編
1. OVERTURE
2. PLEASURE
3. pool
4. PENGUIN
5. Happy Birthday Song
6. I ask.
7. You are so beautiful
8. とりあえず何か食べよう

### Disc.2
本編
1. うたたね
2. 夏は憶えている
3. SIMPLIFY
4. SPY
5. 天国と地獄へのエレベーター
6. 世界に一つだけの花
7. 太陽
8. 僕が一番欲しかったもの
9. どんなときも。
10. 君の名前を呼んだ後に
11. 天国と地獄へのエレベーター

## DVD収録曲

### Disc.1
本編
1. OVERTURE
2. PLEASURE
3. pool
4. PENGUIN
5. Happy Birthday Song
6. I ask.
7. You are so beautiful
8. とりあえず何か食べよう

prologue
1. コンサートのメイキングやバックステージ

### Disc.2
本編
1. うたたね
2. 夏は憶えている
3. SIMPLIFY
4. SPY
5. 天国と地獄へのエレベーター
6. 世界に一つだけの花
7. 太陽
8. 僕が一番欲しかったもの
9. どんなときも。
10. 君の名前を呼んだ後に
11. 天国と地獄へのエレベーター

prologue
1. 終演後楽屋風景